# Parafia Najświętszego Ciała i Krwi Chrystusa w Sosnowcu
Parafia Najświętszego Ciała i Krwi Chrystusa w Sosnowcu – rzymskokatolicka parafia, położona w dekanacie sosnowieckim - Chrystusa Króla, diecezji sosnowieckiej, metropolii częstochowskiej w Polsce, erygowana w 1989 roku.